# Walter Bürki
Walter Bürki (Bleiken bei Oberdiessbach, Berna-Mittelland, 26 de gener de 1946) va ser un ciclista suís, que va córrer durant els anys 60 i 70 del segle xx. Del seu palmarès destaquen les dues medalles als Campionats del món de en contrarellotge per equips de 1968 i 1969.

## Palmarès
- 1969
  - Vencedor d'una etapa a la Volta al Marroc
- 1970
  - 1r a la Fletxa del sud